# Condado de Deleytosa
El condado de Deleytosa es un título nobiliario español creado en fecha desconocida de 1526 por el rey Carlos I de España a favor de Francisco de Monroy y Zúñiga, señor de Deleytosa, Almaraz, Belvís y El Bote, entre otras villas y fortalezas.

## Denominación
La denominación del título se refiere a la villa de Deleitosa en la provincia de Cáceres.

## El señorío de Deleitosa
Alfón Durán de Plasencia, que también había recibido diez yugadas de tierra en la vecina Almaraz, aparece en posesión de Deleitosa cuando el rey Fernando IV, en 1298, le confirma la propiedad sobre dicha tierra. En 1304 el alcalde de Plasencia, Durán Sánchez de Plasencia, pariente del anterior, volvió a recibir del monarca el lugar de Deleitosa a cambio de «la vuestra casa de Almaraz», la cual fue entregada a Beatriz Alfonso. Beatriz y su esposo vendieron Almaraz al concejo de Plasencia en 1317, y tanto esta población como Deleitosa aparecen incluidas en el mayorazgo que Juan Alfonso Gómez de Almaraz instituyó el 3 de diciembre de 1343 en favor de su hijo Blasco Gómez de Almaraz. Del enlace entre Blasco Gómez y su esposa María Fernández nació Diego Gómez de Almaraz, que a las villas heredadas de su padre le sumó, por donación de Esteban Fernández del Bote en 1393, los señoríos de Belvís y El Bote.
En 1413, Diego Gómez de Almaraz, se obligó a legar todos sus mayorazgos a su hija de su primera esposa María Velázquez de Tapia, natural de Arévalo, Isabel de Almaraz, nacida en Plasencia en 1382, incluyendo la villa de Deleitosa «con todo su término e vasallos y pechos e derechos que yo ende he e casas e viñas e tierras e defesas e jurediciones ceviles e creminales e poco e mucho quanto yo hoy he». Isabel sucedió en 1417, estando casada con el IV señor de Monroy, Fernán de Monroy y Rodríguez de las Varillas, que falleció en 1434. Al año siguiente Isabel le concedió a su nieto Fernando de Monroy y Sotomayor, hijo de su hijo segundo Alfonso de Monroy y Almaraz, las villas de Almaraz, Deleitosa, Belvís y El Bote, etc. Sin embargo, en 1438 Isabel volvió a adjudicar estos señoríos a su hijo Alfonso, generando el recelo de sus otros dos hermanos, Álvaro y Rodrigo, V señor de Monroy, que acudieron a las armas. A la muerte de Alfonso, su esposa Juana Rodríguez de Sotomayor quedó al frente del señorío y defendió los intereses de su hijo Fernando. A pesar de los continuos pleitos por la herencia de su abuela Isabel, el 23 de junio de 1474 Fernando instituyó en favor de su hijo Alfonso un mayorazgo que comprendía Almaraz, Deleitosa, Belvís y El Bote, entre otras villas y fortalezas. Cuando Alfonso de Monroy y su hermano García de Herrera murieron, Fernando traspasó este mayorazgo al hijo del primero, Francisco de Monroy y Zúñiga, que recibió Deleitosa ya en 1492, tres años antes de heredar el resto del patrimonio, y fue titulado I conde de Deleitosa en 1526.

## Lista de condes de Deleytosa
|                       | Titular                                                            | Periodo               |
| Creación por Carlos I | Creación por Carlos I                                              | Creación por Carlos I |
| --------------------- | ------------------------------------------------------------------ | --------------------- |
| I                     | Francisco de Monroy y Zúñiga                                       | 1526-1544             |
| II                    | Beatriz de Monroy y Ayala                                          | 1544-c. 1582          |
| III                   | Juan Álvarez de Toledo y Monroy                                    | c. 1582-1619          |
| IV                    | Fernando Álvarez de Toledo Portugal                                | 1619-1621             |
| V                     | Juan Andrés Álvarez de Toledo-Portugal y Pimentel                  | 1621-1621             |
| VI                    | Duarte Fernando Álvarez de Toledo-Portugal y Pimentel              | 1621-1671             |
| VII                   | Manuel Joaquín Álvarez de Toledo Portugal                          | 1671-1707             |
| VIII                  | Vicente Pedro Álvarez de Toledo Portugal                           | 1707-1728             |
| IX                    | Pedro Vicente Álvarez de Toledo Portugal                           | 1728-1728             |
| X                     | Ana María Álvarez de Toledo Portugal                               | 1728-1729             |
| XI                    | María Ana López Pacheco y Álvarez de Toledo Portugal               | 1729-1768             |
| XII                   | Francisco de Paula de Silva y Álvarez de Toledo                    | 1768-1770             |
| XIII                  | María del Pilar Teresa Cayetana de Silva y Silva Álvarez de Toledo | 1770-1801             |
| XIV                   | Diego Fernández de Velasco                                         | 1802-1811             |
| XV                    | Bernardino Fernández de Velasco                                    | 1811-1851             |
| XVI                   | José María Bernardino Silverio Fernández de Velasco y Jaspe        | 1851-1888             |
| XVII                  | Bernardino Fernández de Velasco y Balfe Jaspe y Roser              | 1888-1916             |
| XVIII                 | Victoria Fernández de Velasco y Knowles                            | 1956-1947             |
| XIX                   | Ángela María Duque de Estrada y Martorell                          | 1956-1958             |
| XX                    | María Auxiliadora Zaforteza y Duque de Estrada                     | 1959-actual titular   |

## Historia de los condes de Deleytosa
- Francisco de Monroy y Zúñiga (m. 1544), I conde de Deleytosa, señor de Almaraz, Deleitosa, Belvís y El Bote, entre otras villas y fortalezas.[11]

Casó en primeras nupcias con Francisca Enríquez de Guzmán y Velasco, hija de los II condes de Alba de Liste. En segundas nupcias, casó con Sancha López de Ayala, señora de Villalba y Cebolla. Sucedió su hija del segundo matrimonio:
- Beatriz de Monroy y Ayala (m. después del 12 de julio de 1582), II condesa de Deleytosa[13] y señora de Almaraz, Belvís, El Bote, Cebollas, Cervera, Mejorada, Segurilla y del castillo de Villalba, entre otras villas y fortalezas.[13]

Casó en 1535 con Fernando Álvarez de Toledo y Figueroa, III conde de Oropesa, VII señor de Jarandilla, de Caballas y de Tornavacas. Sucedió su hijo:
- Juan Álvarez de Toledo y Monroy (Oropesa, 1550-Jarandilla, 2 de agosto de 1619), III conde de Deleytosa,[15] IV conde de Oropesa,[14] VIII señor de Jarandilla, Tornavacas, Cabañas, Almaraz, Belvís, El Bote, Cebollas, Cervera, Mejorada, Segurilla y del castillo de Villalba, entre otras villas y fortalezas.[16]

Casó en 1570 con Luisa Pimentel y Enríquez (m. 1620), hija de Antonio Alonso Pimentel y Herrera de Velasco, VI conde y III duque de Benavente, etc, y de María Luisa Enríquez y Téllez Girón, hija de Fernando Enríquez de Mendoza y Velasco, I duque de Medina de Rioseco, y de María Girón, hija del II conde de Ureña. Sucedió su nieto, hijo de Beatriz Álvarez de Toledo y Pimentel (también llamada Beatriz de Toledo y Monroy) y de Duarte de Portugal y Braganza, I marqués de Frechilla y Villarramiel, hijo segundo de Juan de Braganza, VI duque de Braganza, y de la infanta Catalina de Portugal:
- Fernando Álvarez de Toledo Portugal el Santo (1597-21 de marzo de 1621), IV conde de Deleytosa,[16] V conde de Oropesa,[19] IX señor y I marqués de Jarandilla y señor de Tornavacas, Cabañas, Almaraz, Belvís, El Bote, Cebollas, Cervera, Mejorada, Segurilla y del castillo de Villalba, entre otras villas y fortalezas.[16]

Casó en 1612 Mencía de Pimentel y Zúñiga (m. 1664), hija de Juan Alonso Pimentel de Herrera, V duque de Benavente, y de su segunda esposa, Mencía de Zúñiga y Requesens. Sucedió su hijo:
- Juan Andrés Álvarez de Toledo-Portugal y Pimentel (m. junio de 1621), V conde de Deleytosa,[16] VI conde de Oropesa,[19] II marqués de Jarandilla y señor de numerosos lugares. Falleció con un año de edad.[16] Sucedió su hermano:

- Duarte Fernando Álvarez de Toledo-Portugal y Pimentel (m. 1 de julio de 1671), VI conde de Deleytosa,[16] VII conde de Oropesa,[19] II marqués de Frechilla y Villarramiel (sucede a su abuelo)[16], III marqués de Jarandilla y señor de numerosos lugares.[16]

Casó el 11 de junio de 1636 con Ana Mónica de Córdoba y Pimentel, condesa de Alcaudete y VI marquesa de Viana del Bollo. Sucedió su hijo:
- Manuel Joaquín Álvarez de Toledo Portugal (1642-23 de diciembre de 1707),[19] VII conde de Deleytosa,[16] VIII conde de Oropesa,[19] IV marqués de Jarandilla, III marqués de Frechilla y Villarramiel y señor de numerosos lugares.[16]

Casó el 27 de julio de 1664 con Isabel María Pacheco y Girón (m. 1712). Sucedió su hijo:
- Vicente Pedro Álvarez de Toledo Portugal (1687-4 de julio de 1728), VIII conde de Deleytosa,[16] IX conde de Oropesa[19] IV marqués de Frechilla y Villarramiel,[16] VI marqués de Jarandilla, VIII conde de Alcaudete, IV marqués de Villar de Grajanejos y señor de numerosos lugares.[16]

Casó en primeras nupcias con María Catalina de Velasco y, en segundas nupcias, el 30 de mayo de 1705 con María de la Encarnación Fernández de Córdoba. Sucedió su hijo del segundo matrimonio:
- Pedro Vicente Álvarez de Toledo Portugal (1706-15 de julio de 1728), IX conde de Deleytosa,[16] X conde de Oropesa,[21] VI marqués de Jarandilla, IV marqués de Frechilla y Villarramiel,[16] VIII conde de Alcaudete y señor de numerosos lugares.[16] Falleció pocos días después de su padre, sin descendencia. Sucedió su hermana:[21]

- Ana María Álvarez de Toledo Portugal (m. 13 de octubre de 1729), X condesa de Delytosa,[16] XI condesa de Oropesa,[19] VIII marquesa de Jarandilla, VI marquesa de Frechilla y Villarramiel, X condesa de Alcaudete, VI marquesa de Villar de Grajanejos y señora de numerosos lugares.[16]

Casó el 21 de octubre de 1727, siendo su primera esposa, con Andrés Fernández Pacheco, X duque de Escalona. Sucedió su hija:
- María Ana López Pacheco y Álvarez de Toledo Portugal (Madrid, 22 de agosto de 1729-Madrid, 28 de noviembre de 1768), XI condesa de Deleytosa,[23] XII condesa de Oropesa,[22] XIV marquesa de Aguilar de Campoo, XVIII condesa de Castañeda, IX marquesa de la Eliseda, IX marquesa de Jarandilla, VII marquesa de Frechilla y Villarramiel, XI condesa de Alcaudete, VII marquesa de Villar de Grajanejos, XV condesa de San Esteban de Gormaz y señora de numerosos lugares.

Contrajo un primer matrimonio el 10 de noviembre de 1748 con su tío carnal, Juan Pablo López Pacheco, XI duque de Escalona. En segundas nupcias, el 26 de noviembre de 1755, en Madrid, casó con Felipe Neri de Toledo y Silva. Casó en terceras nupcias en Madrid el 17 de julio de 1764, con Manuel José Pacheco Téllez-Girón y Toledo. Solamente tuvo una hija de su primer matrimonio, Petronila de Alcántara Pacheco y Pacheco, que nació el 22 de agosto de 1751, en Madrid, donde falleció el 14 de agosto de 1754. Sucedió su sobrino:
- Francisco de Paula de Silva y Álvarez de Toledo (m. 26 de abril de 1770), XII conde de Deleytosa,[26] XIII conde de Oropesa,[19] XVII marqués de Coria, VIII marqués de Frechilla y Villarramiel, X marqués de Jarandilla, VIII marqués de Villar de Grajanejos y XII conde de Alcaudete.[26] Era hijo de Fernando de Silva y Álvarez de Toledo (1714-1776), XII conde de Alba de Tormes, etc. y de su esposa María Manuela Bernarda de Toledo y Portugal,[27] hermana de la XI condesa de Deleytosa.

Casó, siendo su primer esposo, el 2 de febrero de 1757, con María Pilar de Silva y Bazán (m. 1784), XI duquesa de Huéscar. Sucedió su hija:
- María del Pilar Teresa Cayetana de Silva y Silva Álvarez de Toledo (Madrid, 1762-23 de julio de 1802), XIII condesa de Deleytosa,[26] XIV condesa de Oropesa,[19] XIII condesa de Alba de Tormes,[28] XV condesa de Lerín, XV condesa de Osorno, XII marquesa de Villanueva del Río, VI duquesa de Montoro, IX condesa-duquesa de Olivares, XI condesa de Monterrey, IX marquesa de Eliche, VII marquesa de Tarazona, X condesa de Fuentes de Valdepero, XII condesa de Galve, XXVI condesa de Módica, XVIII marquesa de Coria, IX marquesa de Frechilla y Villarramiel, XI marquesa de Jarandilla, IX marquesa de Villar de Grajanejos, XIII condesa de Alcaudete y señora de Galisteo.[26]

Casó el 15 de enero de 1785 con su primo José María Álvarez de Toledo y Pérez de Guzmán el Bueno, XV duque de Medina Sidonia. Sin descendencia, sucedió su pariente de una rama colateral:
- Diego Fernández de Velasco (Madrid, 8 de noviembre de 1754-París, 11 de febrero de 1811),[25] XIV conde de Deleytosa,[25] XV conde de Oropesa,[19] XIII duque de Frías,[29] IX duque de Uceda,[30] XVII conde de Haro, XIII marqués de Berlanga, XII conde de Salazar de Velasco, XVII conde de Alba de Liste, IX conde de Peñaranda de Bracamonte, XV conde de Fuensalida, XIII marqués de Villena, VIII marqués de Belmonte, VI marqués de Cilleruelo, VII conde de la Puebla de Montalbán, X marqués de Frómista, VIII marqués de Caracena, VIII conde de Pinto, IX marqués de Toral, XII marqués de Jarandilla, X marqués de Frechilla y Villarramiel, X marqués de Villar de Grajanejos, XIV conde de Alcaudete, XIX conde de Luna, VII marqués del Fresno, IX conde de Colmenar de Oreja, caballero de la orden del Toisón de Oro y de la Orden de Santiago,[25] sumiller de corps del rey Carlos IV y mayordomo mayor del rey José I Bonaparte. Para poder suceder en el ducado de Frías varió el orden de sus apellidos, para llevar primero el Fernández de Velasco, como imponía el mayorazgo de rigurosa agnación del ducado de Frías.[31]

Casó el 17 de julio de 1780, en Madrid, con Francisca de Paula de Benavides de Córdoba de la Cueva y Moncada, hija de Antonio de Benavides y de la Cueva, teniente general de los Reales ejércitos, duque de Santiesteban del Puerto, caballero del Toisón de Oro, y de María de la O Fernández de Córdoba. Sucedió su primogénito:
- Bernardino Fernández de Velasco (Madrid, 20 de junio de 1783-28 de mayo de 1851), XV conde de Deleytosa,[25] XVI conde de Oropesa,[19] XIV duque de Frías,[29] XVIII conde de Haro, X duque de Uceda,[30] XIV duque de Escalona,[25] XVIII conde de Alba de Liste, VIII conde de la Puebla de Montalbán, IX marqués de Belmonte, XIV marqués de Villena, X conde de Peñaranda de Bracamonte, XVI conde de Fuensalida, XI marqués de Frómista, IX marqués de Caracena, XIV marqués de Berlanga, X marqués de Toral, VIII marqués del Fresno, XIII marqués de Jarandilla, XI marqués de Frechilla y Villarramiel, XI marqués del Villar de Grajanejos, V conde de Alcaudete, XIII conde de Salazar de Velasco, IX conde de Pinto, XX conde de Luna, X conde de Colmenar de Oreja y caballero del Toisón de Oro y de Calatrava.[25] Se cubrió como grande de España en 1814 siendo su padrino el duque de Osuna. Fue Presidente del Consejo de Ministros y Ministro de Estado (1838-1839), prócer del reino, senador por la provincia de León 1837-1845 y senador vitalicio 1845-1851.[32]

Casó en primeras nupcias el 24 de agosto de 1802, en Madrid, con María Ana Teresa de Silva Bazán y Waldstein (m. Madrid, 17 de enero de 1805), hija de los IX marqueses de Santa Cruz. Contrajo un segundo matrimonio en Alicante, el 2 de agosto de 1811 con María de la Piedad Roca de Togores y Valcárcel Scorcia y Pío de Saboya, (1787-1830), hija de Juan Nepomuceno Roca de Togores y Scorcia, I conde de Pinohermoso, y de su esposa María Antonia de la Portería Valcárcel y Pio de Saboya, marquesa de Castel Rodrigo. Casó en terceras nupcias con Ana de Jaspe y Macias (m. 1863) de quien había tenido un hijo antes de casarse que fue legitimado por real carta en 1838 cuando sus padres casaron y que sucedió en el ducado de Frías y otros títulos:
- José María Bernardino Silverio Fernández de Velasco y Jaspe (París, 20 de junio de 1836-20 de mayo de 1888), XVI conde de Deleytosa,[33] XVII conde de Oropesa,[19] XV duque de Frías,[29] XX conde de Haro, XV marqués de Berlanga, XVII conde de Fuensalida, X marqués de Belmonte, XI marqués de Toral, X marqués de Caracena, IX marqués del Fresno, XII marqués de Frómista, XII marqués de Frechilla y Villarramiel, XIV marqués de Jarandilla, XII marqués de Villar de Grajanejos, XVI conde de Alcaudete, XIV conde de Salazar de Velasco, XI conde de Colmenar de Oreja, XII conde de Peñaranda de Bracamonte, XXII conde de Luna y maestrante de Sevilla.[33]

Casó en primeras nupcias el 12 de octubre de 1864, en París, con Victoria Balfe (m. 1871), con quien tuvo por hijos a Bernardino, Guillermo y Mencía. Contrajo un segundo matrimonio en 1880, en Biarritz, con María del Carmen Pignatelli de Aragón y Padilla, hija del príncipe del Sacro Romano Imperio Juan Vicente Pignatelli de Aragón y de María de Padilla y Laborde. Sucedió su hijo del primer matrimonio:
- Bernardino Fernández de Velasco y Balfe Jaspe y Roser (1 de mayo de 1866-3 de diciembre de 1916), XVII conde de Deleytosa,[33] XVI duque de Frías,[29] XXI conde de Haro, XI marqués de Belmonte, XI marqués de Caracena, XIII marqués de Frechilla y Villarramiel, XV marqués de Jarandilla, XIII marqués de Villar de Grajanejos, XVII conde de Alcaudete, XV conde de Salazar de Velasco y XII conde de Colmenar de Oreja.[33]

Casó en 1892 con Mary Cecile Boleyn Knowles (m. 1929), hija de sir Charles Knowles y Elisabeth Chapman. Sucedió su hija:
- Victoria Fernández de Velasco y Knowles (1894-1947), XVIII condesa de Deleytosa,[33] XII marquesa de Belmonte, XII marquesa de Caracena, XIV marquesa de Frechilla y Villarramiel, XVI marquesa de Jarandilla, XIV marquesa de Villar de Grajanejos, XVIII condesa de Alcaudete, XIII condesa de Colmenar de Oreja y XVI condesa de Salazar de Velasco.[33] Sucedió en 1956:

- Ángela María Duque de Estrada y Martorell (1933-Palma de Mallorca, 22 de agosto de 1958), XIX condesa de Deleytosa, XV marquesa de Frechilla y Villarramiel y XIX condesa de Alcaudete. Perdió estos dos últimos títulos por sentencia a favor del XVIII duque de Frías.[36] Hija de Juan Antonio Duque de Estrada y Moreno, IX marqués de Villapanés, VII marqués de Casa Estrada y VI marqués de Torreblanca de Aljarafe, y de su esposa María del Pilar Martorell y Téllez Girón,[37] esta última hija de Ricardo Martorell y Fivaller, V duque de Almenara Alta, V marqués de Albranca y VIII marqués de Paredes, y de su esposa, Ángela María Téllez-Girón y Fernández de Córdoba,[37] hija de Francisco de Borja Téllez-Girón y Fernández de Velasco, XV duque de Escalona, conde de Alba de Liste, duque de Uceda, etc., y de Ángela María Fernández de Córdoba y Pérez de Barradas.[37]

Casó con José Quint-Zaforteza Olives (1924-1984). Sucedió en 1959 su hija:
- María Auxiliadora Zaforteza y Duque de Estrada, XX condesa de Deleytosa.[36]